# Kulturskola
Kulturskola kallas en frivillig, offentligt subventionerad undervisning, som vanligtvis bedrivs i samverkan med den svenska skolutbildningen på kommunal nivå. Ej att förväxla med andra privata skolor för olika slags kulturell undervisning. 

## Om kulturskolor
Ofta är kulturskolan en utvidgning av den tidigare kommunala musikskolan. 
| ”                                                                 | Kulturskolan är en organisation där minst tre av ämnena musik, bildkonst, teater, dans och film/video finns som frivillig regelbundet återkommande verksamhet för barn och ungdom efter skoldagens slut. Verksamheten skall ha som mål att en integration av ämnena kommer till stånd. | „ |
| – Håkan Sandh, 1995, på uppdrag av den statliga kulturutredningen | |   |

År 2017 fanns kulturskoleverksamhet i 283 av Sveriges 290 kommuner med ett deltagande av drygt 220 000 elever i landet, till övervägande del flickor. Musikundervisning utgör ca 75% av utbudet, men sedan 1990-talet har alltfler kommuner kompletterat sitt utbud med undervisning inom flera olika kulturgrenar på såväl grundnivå som mer avancerade nivåer. Ett fåtal kommuner erbjuder helt kostnadsfria kurser, men för det mesta betalar eleverna en avgift på i genomsnitt 1 200 kronor per år (2015).
Vissa kommuner har tillåtit andra aktörer än den egna kommunala musikskolan/kulturskolan genom att varje barn ges tillgång till en så kallad kulturskolepeng (icke att förväxla med ett visst statligt bidrag till kommunernas verksamheter). Det innebär att privata aktörer efter uppfyllandet av särskilda kriterier kan starta musikskola/kulturskola där kommunens barn och ungdomar kan gå kurser med samma avgiftssubvention som i den kommunala motsvarigheten.
En fristående samling av frågor omkring kommunernas kulturskoleverksamhet hanteras av Sveriges Kulturskoleråd.
Den kommunala Kulturskolan i Stockholm är Europas största kulturskola med ett brett utbud kurser för omkring 15 000 elever per år. Den bildades år 1996 genom en sammanslagning av den kommunala musikskolan och Vår teater.

## Årets musik- och kulturskola

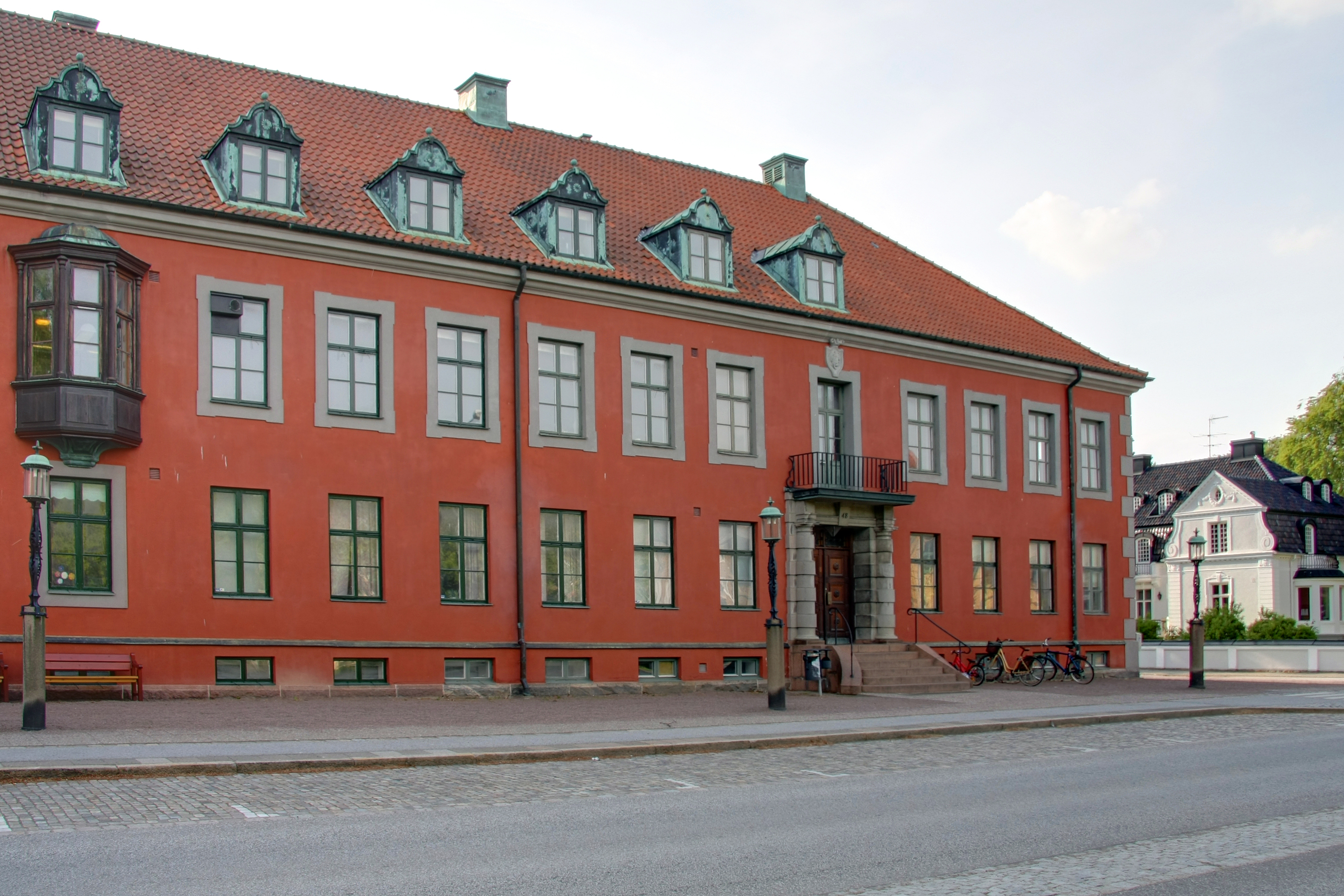
Eslövs kulturskola håller till i Gamla Rådhuset och utsågs till årets musik- och kulturskola 1999

Sedan 1998 har Svenska Musikrådet utsett och belönat Årets musik- och kulturskola. Juryn består av personer med bred förankring i det svenska kulturlivet.
- 1998 Kulturskolan Miranda, Mora
- 1999 Eslövs Kulturskola. Juryns motivering: "Kulturskolan i Eslöv är ett föredöme för andra musik- och kulturskolor! Skolan har genom ett strukturerat och målinriktat arbete på kort tid utvecklats till en skola som utstrålar stor kreativitet och utvecklingsanda. Juryn har särskilt imponerats över skolans sociala engagemang och höga ambition att sätta eleven i centrum. Varje elev är viktig och skall känna sig sedd och hörd som enskild individ med sina specifika förutsättningar och önskemål. Skolan erbjuder verksamhet inom en rad olika områden och genrer och till de flesta åldrar. Den når goda resultat både vad gäller bredd och spets. Antalet elever har dessutom ökat markant de senaste åren.”
- 2000 Musikskolan, Vänersborg
- 2001 Skellefteå Musikskola
- 2002 Kramfors Kulturskola
- 2003 Jönköpings Kulturskola
- 2004 Hässleholms Kulturskola
- 2005 Bollnäs Kulturskola. Juryns motivering: "För bredd och medvetenhet. Bollnäs kulturskola har utvecklats till en skola med framför allt stor musikverksamhet av hög kvalitet och med betydande omfattning, inte minst på de akustiska instrumenten. Den ligger även i framkant med nyskapande projekt och idéer. Exempelvis har man ett väl genomtänkt jämställdhetsprogram i vilket man uppmuntrar till genusutjämnande vid elevernas instrumentval, samt ett försök med utbildning i ensembleledning. Skolan är väl integrerad i och har ett starkt stöd av Bollnäs kommun, och utöver detta ett utvecklande samarbete med grannkommunerna och med regionen."
- 2006 Angereds kulturskolor
- 2007 Stockholms kulturskola. Juryns motivering: "Stockholms kulturskola är skolan som har allt! Stockholms kulturskola har många verksamheter som är unika och som bara är möjliga att utveckla i den stora kulturskolan. Att vara Europas största kulturskola är förpliktigande och ställer krav på att vara en god förebild. Ett medvetet och omfattande utvecklingsarbete som syftar till att kunna hantera den mångfald av krav, behov och önskemål som finns i Stockholm, är imponerande och ger landets övriga skolor många möjligheter att inspireras."
- 2008 Marks kulturskola
- 2009 Luleås kulturskola
- 2010  Västerås kulturskola. Juryns motivering: "Västerås kulturskola är en närmast komplett kulturskola med ett tydligt uppdrag, ett starkt kommunalt stöd och en viktig del av Västerås kommuns kulturliv. Skolan har också en stor samverkan med föreningar och kulturinstitutioner. Kulturskolan har såväl tradition som förnyelse, såväl stor bredd som hög kvalitet och spets. Man utmärker sig genom sitt målmedvetna arbete med elever med funktionshinder, med sin världsmusikorkester, med arbetet med estetiska lärprocesser i grundskolan, med närvaron inom äldreomsorgen och med sina yrkesförberedande linjer."